# Kommando Operationen
Das Kommando Operationen (Kdo Op) ist eine der fünf Säulen der Schweizer Armee. Es ist für die Planung und die Führung von Einsätzen und Operationen verantwortlich. Das Kdo Op ist in Bern stationiert und wird aktuell von KKdt Laurent Michaud geführt.

## Aufgabe und Gliederung
Das Kdo Op ist zuständig für die Planung, Führung und Überwachung sämtlicher Einsätze und Operationen der Schweizer Armee. Es bündelt alle operativen Fähigkeiten der Schweizer Armee und entstand im Rahmen der WEA Reorganisation. Es ist verantwortlich unter anderem für
- die Grundbereitschaft der unterstellten Formationen und Stäbe;
- die Bereitschaft der Formationen und Stäbe für planbare und nicht planbare Ereignisse;
- die Mobilmachung und die Einsatzbereitschaft der eingesetzten Formationen und Stäbe im Ereignisfall;
- das Planen, Führen und Auswerten aller Operationen und Einsätze im In- und im Ausland.[1]

Das Kdo Op gliedert sich wie folgt:
- Militärischen Nachrichtendienst (MND), darunter der Dienst für präventiven Schutz der Armee (DPSA);
- Heer inklusive der Mechanisierten Brigaden (Br Méc 1, Mech Br 4, Mech Br 11);
- Territorialdivisionen (Div ter 1, Ter div 2, Ter div 3 und Ter div 4);
- Kommando Militärpolizei;
- Luftwaffe;
- Kompetenzzentrum SWISSINT;
- Kommando Spezialkräfte.

## Kommandanten
| Funktionsjahre | Rang | Name              | Bemerkung                                      |
| -------------- | ---- | ----------------- | ---------------------------------------------- |
| 2018 – 2020    | KKdt | Aldo Schellenberg | KKdt Schellenberg wurde ordentlich pensioniert |
| 2021 –         | KKdt | Laurent Michaud   |                                                |